# El manantial
El manantial (The Fountainhead) es una novela de 1943 escrita por Ayn Rand. Este fue uno de los mayores éxitos literarios de Rand, que, junto con La rebelión de Atlas, le trajo fama y el éxito financiero. Se han vendido más de 6,5 millones de copias en todo el mundo.
El protagonista de la novela, Howard Roark, es un joven arquitecto que decide luchar solo contra los convencionalismos sociales, las ideas preconcebidas, los prejuicios, y las mentes pusilánimes, en lugar de comprometer su visión artística y personal. El libro sigue su batalla para practicar lo que el público ve como la arquitectura moderna y racional, en un establishment centrado en la adoración de la tradición y la falta de originalidad. El cómo otros personajes se refieren a Roark en la novela revela diversos arquetipos del carácter humano, todos los cuales son variaciones entre Roark, el hombre ideal, de espíritu único, independiente e íntegro, y lo que la autora describe como second-handers (subordinados); personas mediocres cuyo objetivo es lograr el éxito aunque tengan que traicionarse a sí mismos y a sus principios y a las personas que aman y valoran, persiguiendo a todas aquellas personas que se alzan en contra de la mediocridad para mostrar su originalidad. Las complejas relaciones entre Roark y los diferentes tipos de personas que ayudan u obstaculizan su progreso, o ambas cosas, permiten que la novela sea a la vez un drama romántico y una obra filosófica. Roark es la encarnación de Rand del espíritu humano, y su lucha representa el triunfo del individualismo y la integridad personal sobre el tradicionalismo y la falta de principios sólidos.
Pese a las variadas críticas de los medios de comunicación contemporáneos, tuvo tal impacto al publicarse que congregó al primer grupo de seguidores alrededor de Ayn Rand (Leonard Peikoff, Nathaniel Branden...). Estas personas se sintieron tan inspiradas por el libro que quisieron conocer a su autora. Este grupo se autodenominó, humorísticamente, “Clase del 43”, en referencia al año de publicación del libro, y como distinción con respecto al grupo mucho más numeroso de personas atraídas al movimiento objetivista con posterioridad, especialmente las atraídas tras la publicación en 1957 de La rebelión de Atlas.
El título del libro es una referencia a una cita de la autora: «El ego del hombre es el manantial del progreso humano». Además de dedicarlo a su marido, Frank O’Connor, Ayn Rand también se lo dedicó a "la noble profesión de la arquitectura", escogiendo la arquitectura por la analogía que ofrecía con sus ideas: la supremacía del ego y la visión personal que cada artista cristaliza y plasma en sus obras, como virtudes.
La novela fue llevada al cine en 1949. Rand escribió el guion y Gary Cooper interpretó a Roark.

## Trasfondo

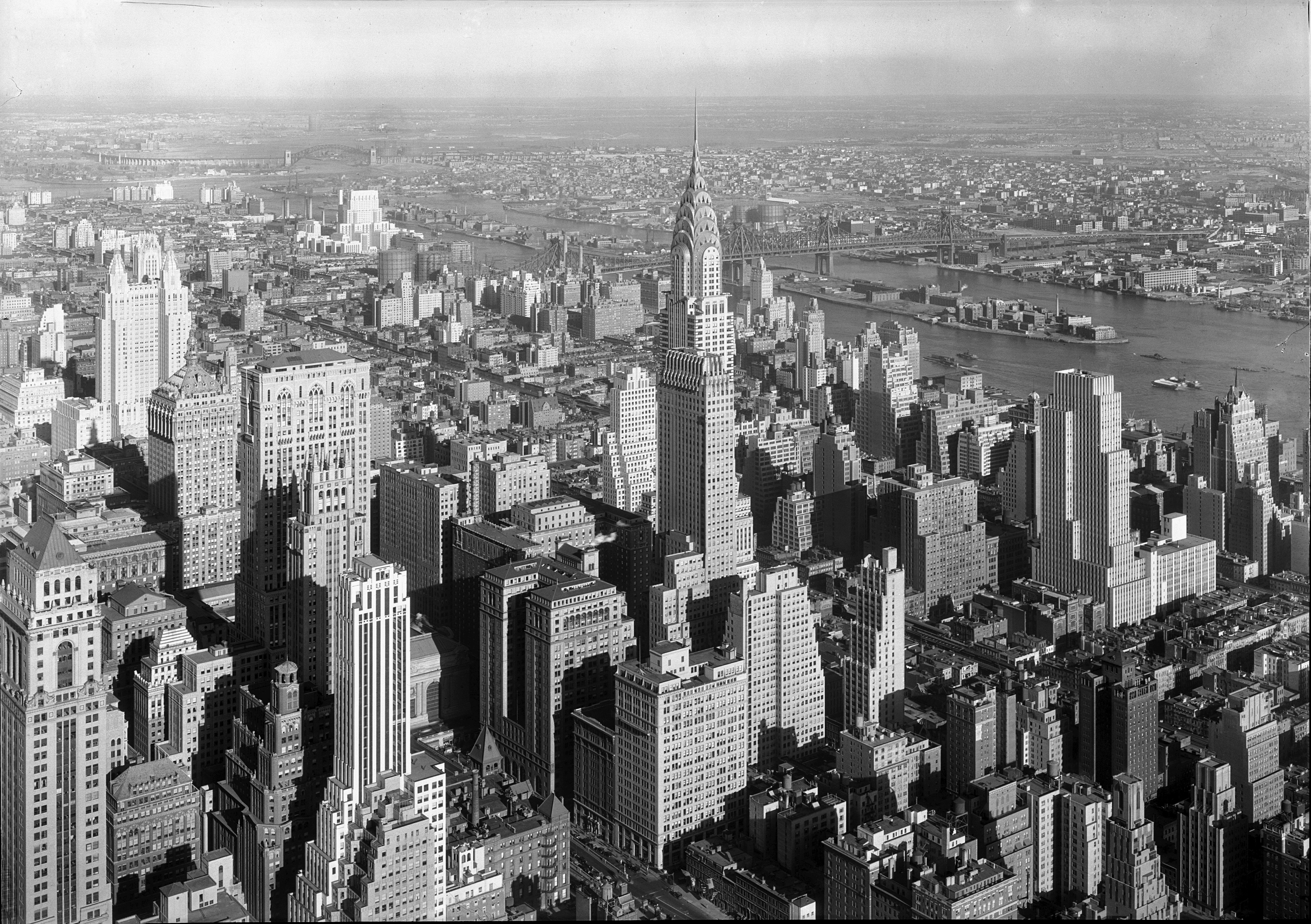
Nueva York, 1932. Cita tomada del libro: "Cambiaría el más bello atardecer del mundo por una sola visión de la silueta de Nueva York. Particularmente cuando no se pueden ver los detalles. Sólo las formas. Las formas y el pensamiento que las hizo. El cielo de Nueva York y la voluntad del hombre hecha visible. ¿Qué otra religión necesitamos?".

En 1928, Cecil B. DeMille encargó a Rand la escritura de un guion para la que sería su película "Skycraper". La historia original, por Dudley Murphy, era sobre dos obreros de la construcción que participan en la construcción de un rascacielos en Nueva York y rivalizan por el amor de una mujer. Rand reescribió la historia transformando a los rivales en arquitectos. Uno de ellos, Howard Kane, era un idealista dedicado a su misión y a edificar el rascacielos a pesar de los enormes obstáculos que debe enfrentar. Al final DeMille rechazó el guion de Rand y la película siguió la idea original de Murphy, pero la versión de Rand contenía elementos que usaría más tarde en "El Manantial".
Ayn comenzó a escribir "The Fountainhead" (originalmente titulada "Second-Hand Lives") tras la finalización en 1934 de su primera novela, "We the living" (Los que vivimos). Mientras que la novela anterior se había basado, en parte, en personas y eventos de las experiencias de Rand, la nueva novela se centraba en el menos familiar mundo de la arquitectura. Tuvo que realizar una extensa investigación para desarrollar la trama y los personajes. Esto incluyó la lectura de numerosas biografías y de libros sobre arquitectura, y el trabajo no remunerado de mecanógrafa en la oficina del arquitecto Ely Jacques Kahn.
La intención de Rand era escribir una novela que fuese menos abiertamente política que "We the living" para ser "considerada un 'tema' de autor". A medida que desarrollaba la historia, comenzó a ver un mayor significado en las ideas de la novela sobre el individualismo. También planeó inicialmente introducir cada capítulo con una cita de Friedrich Nietzsche, cuyas ideas habían influido en su propio desarrollo intelectual. Sin embargo, finalmente determinó que las ideas de Nietzsche eran muy diferentes de las suyas. No colocó las citas, y editó el manuscrito final para eliminar otras alusiones a él.
La escritura de "El Manantial" fue interrumpida varias veces. En 1937, la autora tomó un descanso para escribir "Himno" (Anthem). También realizó una adaptación teatral de "Los que vivimos" que funcionó brevemente a principios de 1940. El mismo año se involucró activamente en la política, primero trabajando como voluntaria en la campaña presidencial de Wendell Willkie, y después tratando de formar un grupo de intelectuales liberales. A medida que las regalías de sus proyectos anteriores se agotaban, comenzó a trabajar free-lance como guionista para estudios de cine. Cuando Rand encontró un editor, sólo había completado un tercio de la novela.

## Publicación
A pesar de que era una novelista que ya había publicado anteriormente, y de la exitosa representación de su obra "La noche del 16 de enero" en Broadway, Rand tuvo problemas para encontrar un editor para "El Manantial". Macmillan Publishing, que había publicado Los que vivimos, rechazó el libro tras su insistencia en que le dieran más publicidad que la que le habían dado al primero. Su agente comenzó a presentar el libro a otros editores. En 1938, Alfred A. Knopf firmó un contrato para publicar el libro, pero al haber completado Rand hasta 1940 sólo un cuarto del libro, Knopf decidió cancelar el contrato. Varios otros editores rechazaron el libro, y el agente comenzó a criticarlo. Rand lo despidió y decidió manejar las presentaciones del libro por sí misma.
Mientras Rand trabajaba como guionista para Paramount Pictures, su jefe, Richard Mealand, le ofreció presentarle a sus contactos editoriales. La puso en contacto con la compañía Bobbs-Merrill. El libro le gustó a un editor recientemente contratado, Archibald Ogden, pero dos revisores internos tenían opiniones encontradas al respecto. Uno decía que era un gran libro, pero que nunca se vendería, y el otro dijo que era basura, pero que se vendería bien. El jefe de Ogden y presidente de la compañía, D.L. Chambers, decidió rechazar el libro. A lo que Ogden espetó: "Si este no es un libro adecuado para usted, entonces yo tampoco debo trabajar para usted". Su firme posición consiguió el contrato para Rand en diciembre de 1941. Doce otros editores rechazaron la novela.
"El Manantial" fue publicado en 1943. Las ventas iniciales eran lentas, pero como describió Mimi Reisel Gladstein, las ventas "crecieron boca-a-boca, desarrollando una popularidad que se impuso poco a poco en la lista de los más vendidos". Alcanzó el número seis de la lista de libros más vendidos en 1945 del New York Times, más de dos años después de su publicación inicial.
En 1971 la editorial New American Library lanzó una edición por su 25 aniversario, incluyendo una nueva introducción por Rand. En 1993, una edición de Bobbs-Merrill por el 50 aniversario, añadió un epílogo por el heredero de Rand, Leonard Peikoff. En 2008 la novela había vendido más de 6,5 millones de copias, y ha sido traducido a varios lenguajes.

## Argumento
En la primavera de 1922, Howard Roark es expulsado de su escuela de arquitectura por negarse a cumplir con su convencionalismo. A pesar del esfuerzo de algunos profesores por defenderlo, Roark decide dejar la escuela por cuestiones de principios. Él cree que los edificios deben ser esculpidos con el único objetivo de cumplir su propósito de la forma más eficaz y eficiente, mezclado un equilibrio entre belleza natural y objetiva, mientras que sus críticos insisten en que la adhesión a las tradiciones históricas es esencial. [cita requerida]

Nada es racional ni hermoso si no está hecho de acuerdo con una idea central, y la idea establece todos los detalles. Un edificio es algo vivo, como un hombre. Su integridad consiste en seguir su propia verdad, su único tema, y servir a su propio y único fin. Un hombre no pide trozos prestados para su cuerpo. Un edificio no pide prestado pedazos para su alma. Su constructor le da un alma, que cada pared, cada ventana, cada escalera expresan
Ayn Rand

El protagonista decide ir a la ciudad de Nueva York para trabajar para Henry Cameron, arquitecto incomprendido al cual admira. Peter Keating, un compañero con excelentes calificaciones pero vacío de contenido y sin principios, se graduó con altos honores. Él también se traslada a Nueva York para tomar un trabajo en el prestigioso estudio de arquitectura de Françon & Heyer, donde se congracia con el socio senior Guy Françon. Roark y Cameron crean trabajo pero rara vez reciben el reconocimiento, mientras que la capacidad de Keating para halagar le trae el éxito rápido y una asociación en la empresa.
Después de la retirada de Cameron, Keating contrata a Roark, que después es despedido por Françon por insubordinación. Roark trabaja brevemente en otra empresa y abre su propia oficina. Sin embargo, tiene problemas para encontrar clientes y finalmente decide cerrar. Toma un trabajo en una cantera de granito de propiedad de Françon. Mientras tanto, Keating ha desarrollado un interés en Dominique, la hermosa, apasionada e idealista hija de Françon, que trabaja como columnista de The New York Banner, un periódico amarillista. Mientras Roark está trabajando en la cantera, se encuentra con Dominique, que se ha retirado a la finca de su familia en la misma ciudad. Hay una atracción inmediata entre ellos. En lugar de disfrutar del coqueteo tradicional, participan en una batalla de voluntades que culmina en un encuentro sexual intenso y apasionado. Poco después de su encuentro, Roark se entera de que un cliente está listo para comenzar un nuevo edificio, y regresa a Nueva York antes de que Dominique pueda aprender siquiera su nombre.
Ellsworth M. Toohey, autor de una popular columna de arquitectura en el "Banner", es alguien abiertamente colectivista que está alcanzando secretamente el poder gracias a la opinión pública formada por su columna y a su círculo de asociados influyentes. Toohey se propone destruir a Roark a través de una campaña de difamación, debido a su enemistad contra todos aquellos que van por libre y abandonan el rebaño de lo tradicional y mediocre. Convence a un empresario de mente débil para que contrate a Roark para el diseño de un templo dedicado al espíritu humano. Teniendo plena libertad para diseñar a su antojo, Roark incluye un edificio con fuertes connotaciones espirituales de grandeza y logro, todo ello dedicado a la humanidad, y en el cual se encuentra una estatua de Dominique desnuda, que provoca una protesta pública por parte de un público mayoritariamente conservador y tradicionalista. Toohey manipula al cliente para que demande a Roark. En el juicio, connotados arquitectos (incluyendo a Keating) testifican que el estilo de Roark es poco ortodoxo e ilegítimo. Dominique habla a favor de Roark, pero pierde el juicio.
Dominique determina que, como no puede tener el mundo que quiere - en que hombres como Roark sean reconocidos por su grandeza - vivirá completamente y enteramente en el mundo que le tocó vivir, en el mundo que huye de Roark y alaba a Keating. Se ofrece a este último en matrimonio, y éste acepta, rompiendo su compromiso con la sobrina de Toohey, Katherine. Dominique entrega todo su espíritu a Keating, haciendo y diciendo lo que él quiera. Lucha contra Roark y convence a sus clientes para que contraten a Keating en su lugar. Pese a esto, Roark sigue teniendo un flujo pequeño pero constante de clientes que reconocen el valor de su trabajo.
Para ganar Keating una prestigiosa comisión ofrecida por Gail Wynand, el dueño y editor en jefe del "Banner", Dominique accede a acostarse con Wynand. Este luego compra el silencio de Keating y su divorcio de Dominique, después se casan. Wynand descubre después que todos los edificios que les gusta han sido construidos por Howard Roark, así que lo contrata para construir una casa para él y Dominique. Después de construirla, Wynand y Roark se hacen amigos cercanos, aunque Gail no sabe nada sobre la relación pasada entre Dominique y Roark.
Keating se da cuenta de que es un fracaso. Suplica a Toohey que, con su influencia, le consiga la comisión para el tan codiciado proyecto de viviendas Cortland. Keating sabe que sus proyectos más exitosos fueron posibles gracias a la influencia de Roark en ellos, por lo que pide su ayuda en el diseño de Cortland. Roark se compromete a diseñarlo a cambio del total anonimato y la promesa de Keating se que se construirá exactamente como fue diseñado. Cuando Roark regresa después de un largo viaje con Wynand, advierte que el diseño de Cortland se ha pervertido a pesar de su acuerdo con Keating. Dinamita las bases del edificio para impedir la subversión de su visión.
El país entero condena a Roark, pero Wynand finalmente tiene el coraje de seguir sus convicciones y ordena a sus periódicos que lo defiendan, siendo el único periódico que lo apoya. Disminuye la circulación del "Banner" y los trabajadores entran en huelga, pero continúa la impresión con ayuda de Dominique. Wynand debe enfrentarse a la elección entre cerrar su diario o revertir su postura y traicionar sus convicciones. Elige esta última opción. El diario publica una denuncia contra Roark con la firma de Wynand. En el juicio, todas las esperanzas de Roark parecen esfumarse, pero logra despertar al tribunal con un intenso discurso sobre el valor del ego y los principios y la necesidad de ser fiel a uno mismo y a quienes ama. El jurado lo declara inocente[cita requerida]. Wynand, que por fin había comprendido la naturaleza del "poder" que pensaba tener, cierra el "Banner" y le pide a Roark que construya un último edificio para él: un rascacielos que dé testimonio de la supremacía del individualismo. Dieciocho meses más tarde, el edificio Wynand está en construcción y Dominique, ahora esposa de Howard, va a su encuentro a la cima de su estructura de acero para observar Nueva York desde lo más alto.

## Personajes

### Howard Roark
Es el protagonista de la novela. Representa el triunfo del individualismo sobre el lento estancamiento del tradicionalismo. Sin ceder a nadie, va lentamente alcanzando el éxito tras haber sido expulsado de su escuela de arquitectura por no someterse a sus lineamientos. Diseña muchos edificios emblemáticos y arremete contra la ortodoxia y la falta de principios. Es demandado y llevado a juicio porque su diseño de un Monumento Espiritual no era lo suficientemente "santo"; tiene que pagar sus costos de reconstrucción para convertirlo en un edificio para niños discapacitados. Cuando su diseño de un proyecto posterior se ve afectado por el rechazo de su visión del proyecto por parte de otros arquitectos, lo destruye. Durante el juicio por ese incidente, Roark pronuncia un discurso condenando el resentimiento de los hombres serviles y pusilánimes de alma y declarando la superioridad de la fuerza motriz humana y el individualismo.[cita requerida]
El personaje está, al menos en gran parte, inspirado por el arquitecto Frank Lloyd Wright, Natalie Du Blois. Rand describió la inspiración limitada a "algunas de sus ideas arquitectónicas [y] al patrón de su carrera". Negó que Wright hubiera tenido que ver con la filosofía expresada por Roark o con los eventos de la trama, pese a que muchos comentaristas han continuado señalando fuertes conexiones entre Wright y Roark. El mismo Wright era ambiguo acerca de si pensaba que Roark se hubiera basado en él, confirmándolo algunas veces y negándolo otras. Su biógrafa Ada Louise Huxtable señala una "gran brecha" entre la filosofía de Wright y la de Rand, y lo citó declarando: "Niego la paternidad y rechazo casarme con la madre".

### Peter Keating
También es un arquitecto, pero es la antítesis de Roark. Su inclinación inicial era ser artista, pero su oportunista madre lo presionó para que estudiara arquitectura, donde podría conseguir un mayor éxito material. Pese a la admisión de Roark, Keating no poseía habilidades creativas ni intelectuales, y ponía la riqueza sobre la moral. Asiste a la escuela de arquitectura con Howard, quien le ayuda con algunos de sus proyectos más complejos. Está al servicio de las voluntades de los demás: del padre de Dominique Françon, del establishment de la arquitectura, o de su madre. Keating es "un hombre que nunca lo podría ser, pero que no lo sabe". La única cosa sincera en su vida es su amor por Catalina Halsey, la sobrina de Ellsworth Toohey. Aunque ella le ofrece presentarle a Toohey, él al principio lo niega, aunque esa presentación le habría ayudado en su carrera. Esta es la única excepción a su ambición de otro modo implacable y despiadada, que incluye la intimidación y amenaza a un anciano enfermo, causando involuntariamente su muerte. A pesar de que Keating tiene una conciencia que a menudo lo hace sentir mal después de realizar cosas que sabe inmorales, sólo se siente así en retrospectiva, y no permite que su moral influya en las decisiones que toma. La oferta de Keating de escapar con Catalina es su única oportunidad de actuar de acuerdo a lo que él cree que es su propio deseo. Pero Dominique llega en el momento preciso y se le ofrece en matrimonio por sus propias razones, y su aceptación de esto y la traición a Catalina y con ello a sí mismo termina la posibilidad de romance entre ellos y su suicidio moral. El aceptar casarse con Dominique, lo que le ayudaría en su carrera mucho más que un matrimonio con Catalina, es un excelente ejemplo de su incapacidad de defender sus propias convicciones.

Katie, yo quería casarme contigo. Era la única cosa que realmente quería. Y ese es el pecado que no puede ser perdonado: que no hice lo que quería. La sensación que tengo es tan sucia, tan inútil y monstruosa, como lo que uno siente sobre la locura, porque no tiene ningún sentido ni dignidad, es sólo dolor, y dolor en vano. . . . Katie, ¿por qué siempre nos enseñan que es fácil y malo hacer lo que queremos, y que necesitamos disciplina para refrenarnos? Es la cosa más difícil del mundo, hacer lo que queremos. Y se necesita el mayor tipo de valor. Quiero decir, lo que realmente queremos. Como el que yo quisiera casarme contigo. No el que quiera acostarme con cualquier mujer, o emborracharme, o que mi nombre aparezca en los periódicos. Esas cosas… no son ni siquiera deseos… son cosas que la gente hace para escapar de los deseos, porque es una responsabilidad tan grande, el realmente querer algo
Peter Keating, [pp. 599-600]

### Dominique Françon
Es la heroína de la novela, descrita por Rand como "la mujer para un hombre como Howard Roark". En la mayor parte de la historia actúa de una manera que la autora más tarde llamaría "una muy mala idea sobre la vida". Dominique es la hija de Guy Françon, un arquitecto exitoso pero poco creativo. Es una piedra en los zapatos de su padre y le causa mucha angustia por sus escritos criticando la mediocridad actual de la profesión de arquitecto. Peter Keating es empleado por su padre, y su inteligencia, perspicacia y observaciones están por encima de las suyas. Es sólo en Roark que su amor por la adversidad y la autonomía encuentran un digno igual y un reto intelectual. Estas fortalezas son también las que inicialmente sofocan su crecimiento y hacen su vida miserable. Ella empieza a pensar que el mundo no merece su sinceridad e intelecto, porque las personas que la rodean no están a su altura. Al principio cree que la grandeza, al igual que Roark, está destinada al fracaso y será destruida por las masas "tradicionalistas". Con el tiempo se empieza a unir románticamente a Roark, pero antes de que pueda hacer esto, debe aprender a unirse a él en su perspectiva y propósito.
El personaje ha provocado diversas reacciones de los críticos. Chris Matthew Sciabarra la llamó "uno de los personajes más bizarros de la novela". Mimi Reisel la describió como "un interesante caso de estudio sobre la perversidad". Por su parte, Tore Boeckmann escribió que era un personaje con "principios mixtos", algunos de los cuales estaban errados, y que sus acciones eran representaciones lógicas de cómo podrían desarrollarse sus ideas en conflicto.

### Gail Wynand
Gail Wynand es un rico magnate de los medios, que pasó de condiciones de vida miserables, casi indigentes, en los suburbios de Nueva York, a controlar gran parte de los medios impresos de la ciudad. Mientras Wynand comparte muchas de las cualidades de Roark, su éxito depende de su habilidad para complacer a la opinión pública, un defecto que finalmente lo lleva a su caída. En sus diarios, Rand lo describe como "el hombre que podría haber sido" un individualista heroico, en contraste con Roark, "el hombre que puede ser y es". Algunos elementos de su personalidad están basados en William Randolph Hearst,, como un éxito relativo de Hearst en un intento de ganar influencia política. Wynand es una figura trágica, que en última instancia falla en su intento de ejercer el poder, perdiendo su periódico, su esposa, y su amistad con Roark. El personaje ha sido interpretado como una representación de la "moral de los señores" nietzscheana, y su naturaleza trágica ilustra el rechazo de Rand hacia la filosofía de Nietzsche. Según Rand, una persona como Wynand, que busca el poder sobre los demás, es tanto un "second-hander" (subordinado) como un conformista como Keating.

### Ellsworth Toohey

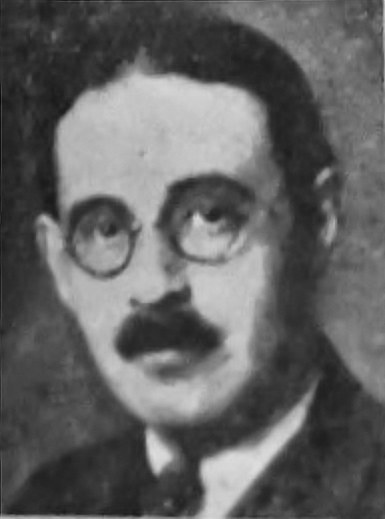
El socialista británico Harold Laski fue una de las principales inspiraciones de Rand para el personaje de Ellsworth Toohey.

Ellsworth Monkton Toohey, quien escribe una popular columna de crítica de arte, es el antagonista de Roark. Toohey es la personificación de Rand del mal, el villano más activo y consciente de sí mismo en cualquier de sus novelas. Toohey representa el espíritu del colectivismo. Se hace llamar representante de las masas, pero su verdadero deseo es el poder sobre las masas. Controla las víctimas individuales destruyendo su sentido de autoestima, y busca el más amplio poder (sobre "el mundo", como le declara a Keating) promoviendo los ideales del altruismo y un riguroso igualitarismo que trata a todas y a todos los logros como igualmente valiosas, independientemente de su valor real.
Su mayor amenaza es la fuerza del espíritu individualista encarnada por Roark.
Rand utilizó su recuerdo del socialista británico Harold Laski para imaginar qué haría Toohey en determinada situación. También es posible notar algunas similitudes del personaje con Lewis Mumford y Clifton Fadiman.

## Temas principales

### Individualismo
Ayn Rand indica que el tema fundamental de "El Manantial" es "el individualismo contra el tradicionalismo, no en la política, sino en el alma de un hombre". Aparte de escenas como la defensa de Roark de los derechos individuales en el tribunal, evitó la discusión directa de las cuestiones políticas.
Como indicó el historiador James Baker, "El Manantial" apenas menciona la política o la economía, a pesar de que fue concebido en la década de 1930. Tampoco se ocupa de los asuntos del mundo, a pesar de que fue escrito durante la Segunda Guerra Mundial. "Es acerca de un hombre contra el sistema, y no permite que otros asuntos se entrometan".

### Arquitectura

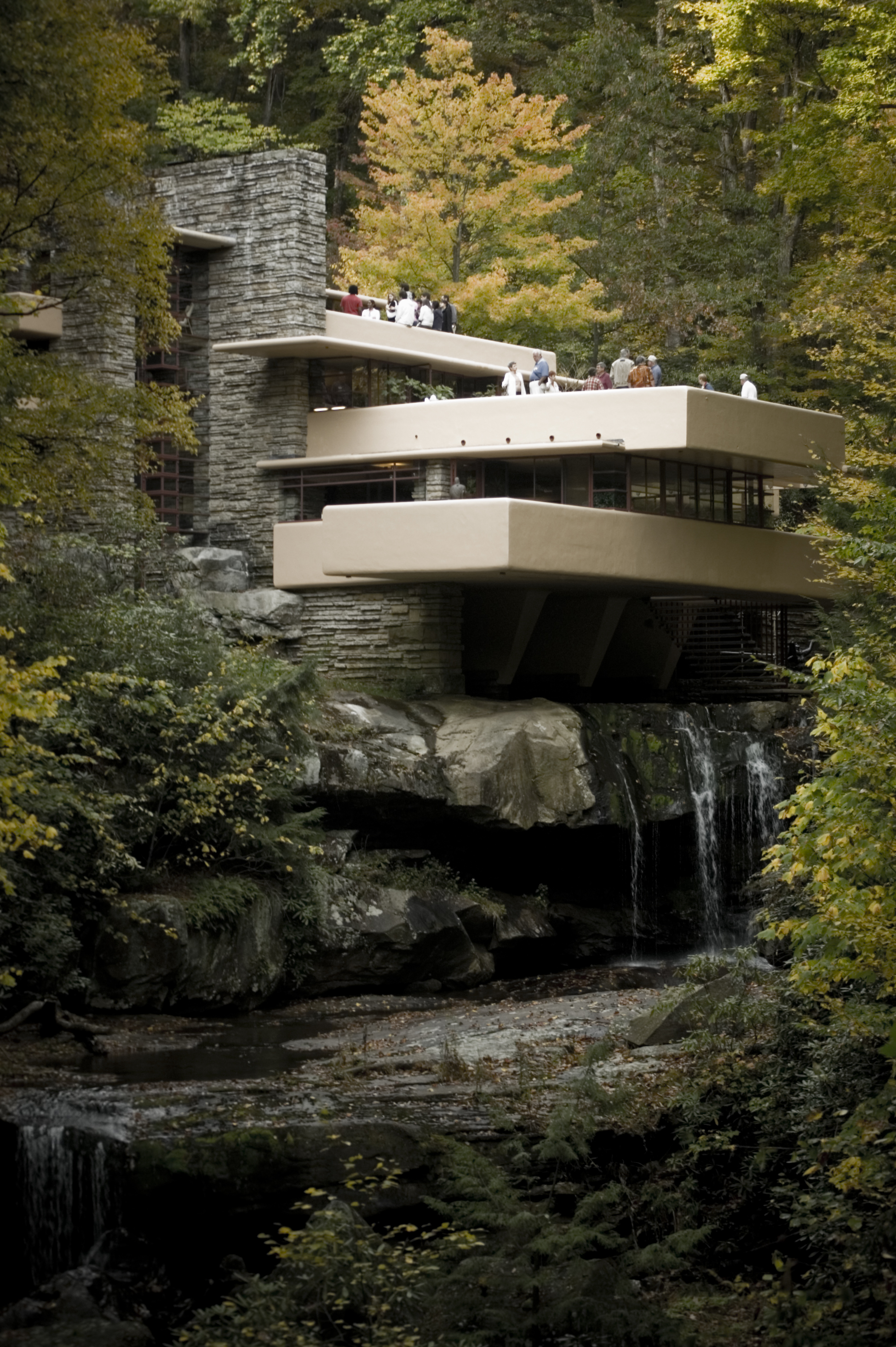
Los edificios fueron inspirados por las obras de Frank Lloyd Wright, como la Casa de la Cascada, una vivienda que diseñó en la década de 1930.

Rand dedicó la novela a su marido, Frank O'Connor y a la arquitectura. Eligió la arquitectura por la analogía que ofrecía a sus ideas, especialmente en el contexto del desarrollo de la arquitectura moderna. Esta ofrecía un vehículo apropiado para concretar su creencia de que el individuo es de un valor supremo, el "manantial" de la creatividad, y que el egoísmo, propiamente entendido como egoísmo racional, es una virtud.
Peter Keating y Howard Roark son personajes antitéticos. Keating practica utilizando estilos neoclásico y ecléctico historicista incluso cuando la tipología es un rascacielos. Sigue y rinde homenaje a las tradiciones antiguas a pesar de construir edificios con propósitos nuevos. Se adapta a los cambios sugeridos por otros, lo que refleja las direcciones eclécticas, y la voluntad de adaptarse, vigente a comienzos del siglo XX. Roark busca la verdad y la honestidad y expresa eso en su trabajo. Es inflexible ante los cambios, lo que refleja la trayectoria de la arquitectura moderna desde la insatisfacción con las tendencias de diseño anteriores a enfatizar la creatividad individual. La individualidad de Roark elogia a los arquitectos modernos como intransigentes y heroicos.
"El Manantial" ha sido citado por numerosos arquitectos como inspiración para su trabajo. El arquitecto Fred Stitt, fundador del Instituto de Arquitectura de San Francisco, dedicó un libro a su "primer mentor de arquitectura, Howard Roark". Nader Vossoughian ha escrito que "El Manantial[...] ha dado forma a la percepción del público de la profesión de arquitecto quizás más que cualquier otro texto en este último medio siglo".

## Recepción y legado
"El Manantial" recibió críticas polarizadas en su lanzamiento. The New York Times llamó a Rand "una escritora de gran poder" que escribe "brillantemente, hermosamente y amargamente", y declaró que ella había "escrito un himno en alabanza al individuo... usted no podrá leer este impresionante libro sin pensar en algunos de los conceptos básicos de nuestra época". Benjamin DeCasseres, un columnista de New York Journal-American, escribió sobre Roark que era "un individualista sin compromisos" y "uno de los personajes más inspiradores de la literatura estadounidense moderna" Rand envió a DeCasseres una carta agradeciéndole por explicar los temas individualistas del libro cuando muchos otros críticos los habían ignorado. Hubo otras críticas positivas, pero Rand las ignoró, ya sea porque no comprendían su mensaje o porque eran publicaciones de escasa importancia. Varias críticas negativas se centraron en la longitud de la novela, llegando a decirse que "cualquier persona que lea este libro merece un severo sermón sobre el racionamiento del papel"."a whale of a book". Otros comentarios negativos calificaron a los personajes como antipáticos y al estilo de Rand como "ofensivamente vulgar".
El año 1943 también vio la publicación de "El dios de la máquina" (The God of the Machine) de Isabel Paterson y "El descubrimiento de la libertad" (The Discovery of Freedom) de Rose Wilder Lane. Rand, Lane y Paterson han sido llamadas las madres fundadoras del movimiento libertario de Estados Unidos.

### Respuestas a la escena de la violación
Uno de los elementos más polémicos del libro es la escena de la violación entre Roark y Dominique. Los críticos feministas han atacado la escena como una representación de una perspectiva antifeminista en la obra de Rand, que hace a las mujeres subordinadas a los hombres Susan Brownmiller, en su libro de 1975 Contra nuestra voluntad (Against our Will), denunció lo que llamó "filosofía de la violación de Rand", por presentar a las mujeres como si quisieran "la humillación a manos de un hombre superior". Llamó a Rand "una traidora a su propio sexo". Susan Love Brown dijo que la escena presenta la opinión de Rand del sexo "como un acto de sadomasoquismo y de subordinación y pasividad femeninas" Barbara Grizzuti Harrison sugirió que las mujeres que disfrutan de esas "fantasías masoquistas" están "dañadas" y tienen una baja autoestima. Por su parte, Mimi Reisel Gladstein, encontró elementos de admiración en las protagonistas femeninas de Rand, y dijo que los lectores que han "encontrado un problema de conciencia sobre naturaleza de la violación" desaprobarían las "violaciones románticas" de Rand.
Rand niega que lo que sucedió en la escena fuese realmente una violación, refiriéndose a ella como una "violación por invitación" porque Dominique quería e "invitaba" al acto. Una verdadera violación, dijo Rand, sería "un crimen atroz" Los defensores de la novela se han puesto de acuerdo con esta interpretación. En un ensayo que explica específicamente esta escena, Andrew Bernstein escribió que aunque hay mucha "confusión" al respecto, las descripciones de la novela aportan pruebas "concluyentes" de que "Dominique siente una atracción abrumadora hacia Roark" y "quiere desesperadamente acostarse con él". La femenista individualista Wendy McElroy dijo que "hay una clara muestra de que Dominique no sólo consintió, sino que también disfrutó de la experiencia". Tanto Bernstein como McElroy perciben las interpretaciones feministas como las de Brownmiller como basadas en una falsa comprensión de la sexualidad
Las notas de trabajo de Rand sobre la novela, publicadas póstumamente, indican que cuando comenzó a trabajar en el libro en 1936, concibió a Roark como teniendo la sensación de que "le pertenecía", que "no le preocupaba" su consentimiento y que "estaría justificada su violación".

### Influencia cultural

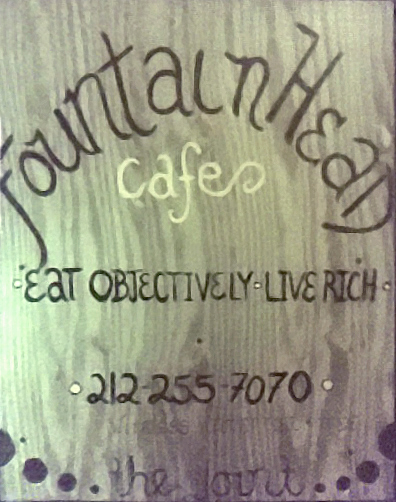
El nombre y el lema del Café Manantial, una cafetería de Nueva York, inspirados por la novela.

"El Manantial" sigue presentando fuertes ventas, y ha sido referido en una gran variedad de entretenimientos populares, incluyendo películas, series de televisión y otras novelas. Pese a su popularidad, ha recibido poca atención por parte de los críticos literarios. El filósofo Douglas Den Uyl describe "El Manantial" como relativamente descuidado comparado con la novela posterior de Rand, "La rebelión de Atlas".
Entre los críticos que se han ocupado del libro, algunos lo consideran la mejor novela de Rand, como el filósofo Mark Kingwell, quien lo describió como "el mejor trabajo de Rand, lo que no quiere decir que sea bueno".
La novela ejerce una particular atracción sobre los jóvenes, algo que llevó al historiador James Baker a describirlo como "más importante que lo que piensan sus detractores, pero tan importante como los fanes de Rand imaginan". Allan Bloom se ha referido a la novela como "apenas literatura", que tiene una "acertividad sub-nietzscheana [que] exalta a algunos jóvenes egocéntricos para tener un nuevo estilo de vida". Sin embargo, también escribió que cuando preguntaba a sus alumnos sobre sus libros favoritos, siempre había alguien influenciado por "El Manantial". El arquitecto David Rockwell dijo que la película del libro influyó en su interés por la arquitectura y el diseño, y que muchos estudiantes de arquitectura de su universidad habían llamado a sus perros Roark como tributo al protagonista de la novela y del film.
De igual manera, el fundador de Wikipedia, Jimmy Wales, ha citado al libro y a su autora, como las fuentes de inspiración de su vida. Dice sentirse fascinado por el espíritu de independencia, integridad e individualismo representado por el personaje de Howard Roark.

## Película
En 1949, Warner Brothers lanzó una película basada en el libro, protagonizada por Gary Cooper como Howard Roark, Patricia Neal como Dominique Françon, Raymond Massey como Gail Wynand y Kent Smith como Peter Keating. La película fue dirigida por King Vidor. "El Manantial" recaudó $2.1 millones de dólares, $400.000 menos que su presupuesto de producción. Sin embargo, las ventas de la novela incrementaron como resultado del interés provocado. La opinión de Rand sobre la película fue positiva, diciendo que "La película es más fiel a la novela que cualquier otra adaptación de una novela que Hollywood haya producido" y que "fue un verdadero triunfo". Sin embargo, más tarde mostraría una actitud más negativa con respecto al film, llegando a decir que no le gustó desde el principio al fin, y quejándose de su edición, actuación y otros elementos. Como resultado, la autora aseguró que jamás volvería a vender ninguna de sus novelas a una compañía de cine que no le permitiese el derecho a elegir al director y al guionista, y a supervisar la edición, ya que no quería encontrarse con los mismos problemas de producción que los ocurridos durante el desarrollo del film.